# Уэлтвуд (тауншип, Миннесота)
Уэлтвуд (англ. Wealthwood) — тауншип в округе Эйткин, Миннесота, США. На 2000 год его население составило 262 человека.

## География
По данным Бюро переписи населения США площадь тауншипа составляет 188,1 км², из которых 60,1 км² занимает суша, а 128,0 км² — вода (68,05 %).

## Демография
По данным переписи населения 2000 года здесь находились 269 человек, 128 домохозяйств.  Плотность населения —  4,4 чел./км².  На территории тауншипа расположено 287 построек со средней плотностью 4,8 построек на один квадратный километр. Расовый состав населения: 97,33 % белых, 1,53 % коренных американцев, 0,38 % — других рас США и 0,76 % приходится на две или более других рас. Испанцы или латиноамериканцы любой расы составляли 0,76 % от популяции тауншипа.
Из 128 домохозяйств в 10,9 % воспитывались дети до 18 лет, в 59,4 % проживали супружеские пары, в 7,8 % проживали незамужние женщины и в 31,3 % домохозяйств проживали несемейные люди. 26,6 % домохозяйств состояли из одного человека, при том 10,9 % из — одиноких пожилых людей старше 65 лет. Средний размер домохозяйства — 2,05, а семьи — 2,39 человека.
11,5 % населения — младше 18 лет, 1,5 % — в возрасте от 18 до 24 лет, 16,4 % — от 25 до 44, 39,3 % — от 45 до 64, и 31,3 % — старше 65 лет. Средний возраст — 57 лет. На каждые 100 женщин приходилось 111,3 мужчин.  На каждые 100 женщин старше 18 приходилось 114,8 мужчин.
Средний годовой доход домохозяйства составлял 35 227 долларов, а средний годовой доход семьи —  32 500 долларов. Средний доход мужчин —  19 375  долларов, в то время как у женщин — 21 563. Доход на душу населения составил 25 423 доллара. За чертой бедности находились 2,2 % семей и 6,7 % всего населения тауншипа, из которых 16,7 % младше 18 и 6,2 % старше 65 лет.